# Куомо, Риверс
Риверс Куомо (англ. Rivers Cuomo; род. 13 июня 1970 года) — американский музыкант, певец, автор песен и продюсер. Является ведущим вокалистом, гитаристом, пианистом и автором песен рок-группы Weezer.
До 10 лет жил в Ашраме, Коннектикут, в 18 лет переехал в Лос-Анджелес, где играл в нескольких рок-группах до основания Weezer в 1992 году. После успеха дебютного альбома Куомо поступил в Гарвардский университет, но бросил его, чтобы записать альбом Pinkerton (1996 г.); он повторно поступил и окончил Гарвард в 2008 году. Хотя Pinkerton получил платиновый диск, изначально альбом потерпел коммерческий провал и был раскритикован, что подтолкнуло Куомо к написанию поп-песен.
Куомо выпустил тринадцать сборников домашних демозаписей: Alone: The Home Recordings of Rivers Cuomo (2007 г.), Alone II: The Home Recordings of Rivers Cuomo (2008 г.), Alone III: The Pinkerton Years (2011 г.), Alone IV: Before Weezer (2020 г.), Alone V: The Blue-Pinkerton Years (2020 г.), Alone VI: The Black Room (2020 г.), Alone VII: The Green Years (2020 г.), Alone VIII: The Maladroit Years (2020 г.), Alone IX: The Make Believe Years (2020 г.), Alone X: The Red-Raditude-Hurley Years (2020 г.), Alone XI: The EWBAITE Years (2020 г.), Alone XII: The White Years (2020 г.) и Alone XIII: The Pacific Daydream Years (2021 г.).
Помимо своей работы с Weezer, Куомо сотрудничал со многими исполнителями, включая B.o.B и Тодда Рандгрена. Куомо и Скотт Мёрфи выпустили два альбома на японском языке в рамках проекта Scott & Rivers.

## Ранняя жизнь
Риверс Куомо родился 13 июня 1970 года в Нью-Йорке, его отец был итальянцем, а мать происходила из немецко-английской семьи. Сведения о происхождении его имени расходятся. Согласно одним данным, мать Куомо, Беверли Шенбергер, назвала его Риверс в честь места рождения сына между реками Ист-Ривер и Гудзон на Манхэттене либо из-за шума реки за окном своей больницы. Однако его отец, Фрэнк Куомо, утверждает, что Риверс был назван в честь трёх выдающихся футболистов: Ривеллино, Луиджи Рива и Джанни Ривера, все из которых играли на чемпионате мира 1970 года.
Риверс рос в Рочестере, штат Нью-Йорк, пока отец не покинул семью в 1975 году. Мать и сын переехали в Ашрам, штат Коннектикут. Куомо посещал государственную школу «Помфрет», а его мать вышла замуж за Стивена Китса.
В 1980 году семья Киттс переехала в район Сторс-Мэнсфилд. В это время Куомо посещал среднюю школу Мэнсфилда и среднюю школу Э. О. Смита. Риверс был участником школьного хора и выступал в школьной постановке «Бриолин» в роли Джонни Казино. Он также сменил своё имя на Питер Киттс; после окончания университета Куомо сменил фамилию на прежнюю.
Одним из первых музыкальных проектов Куомо была глэм-метал-группа Avant Garde. В 1989 году, отыграв несколько концертов в Коннектикуте, Avant Garde переехали в Лос-Анджелес и сменили название на Zoom, но распались в 1990-м. В это время Куомо учился в колледже Санта-Моники. В 1990 и 1991 годах, когда Куомо писал песни для дебютного альбома Weezer, он работал роуди в группе King Size и работал на Tower Records, где слушал современную ему музыку, которая, по словам Куомо, значительно повлияла на него.

## Weezer
Куомо основал Weezer в 1992 году вместе с барабанщиком Патриком Уилсоном, басистом Мэттом Шарпом и гитаристом Джейсоном Кроппером. «Weezer» — кличка, данная Куомо отцом, когда Риверс был маленьким. 25 июня 1993 года Weezer подписали контракт с DGC, дочерней компанией Geffen Records, и выпустили одноимённый дебютный альбом, ставший широко известным как Голубой альбом, в мае 1994 года. Куомо попросил Кроппера покинуть группу во время записи альбома, и его заменил Брайан Белл. Альбом получил статус платинового 1 января 1995 года, его продажи составили более миллиона экземпляров. Несмотря на успех, Куомо чувствовал усталось от гастролей, из-за чего у него развился «огромный комплекс неполноценности» по отношению к рок-музыке. Риверс сказал следующее: «я думал, что мои песни действительно простые и глупые, и я хотел писать сложную, энергичную, красивую музыку».

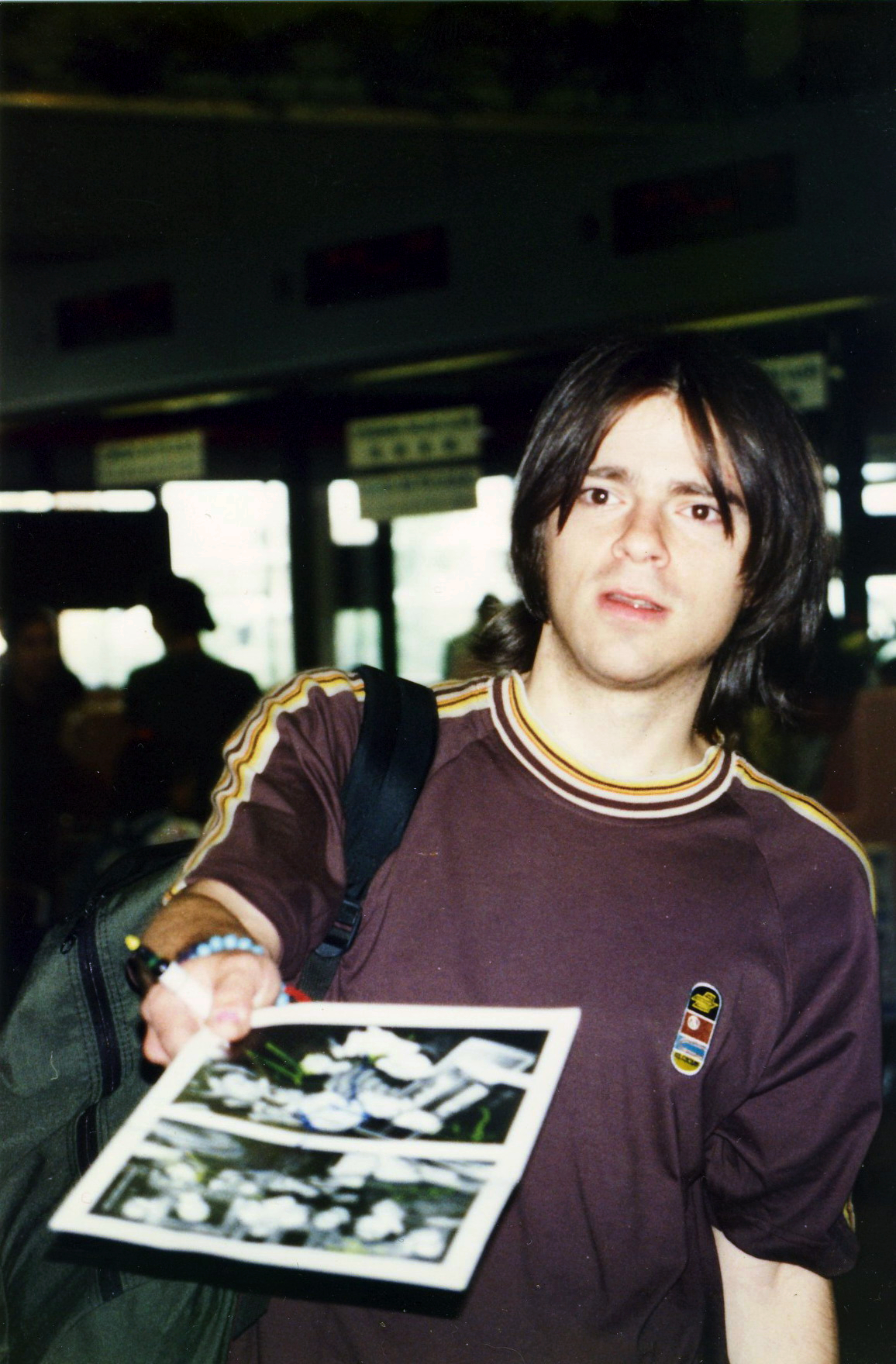
Куомо в международном аэропорту Донмыанг в Бангкоке в 1997 году

В марте 1995 года Куомо перенёс обширную операцию по удлинению левой ноги, которая была на 44 мм короче правой. Это включало хирургический перелом кости ноги, после чего он носил стальную скобу и проходил сеансы физиотерапии. Эта процедура повлияла на его написание песен, так как он долгое время проводил в больнице под воздействием обезболивающих.
Осенью 1995 года Куомо поступил в Гарвардский университет для изучения классической композиции[уточнить]. В интервью для The New York Times он сказал следующее: «единственное время, в которое я мог писать песни, было, когда мой замороженный ужин разогревался в микроволновке. Остальное время я делал домашнее задание». Он проходил прослушивание в хор музыкального колледжа Гарварда-Рэдклиффа, но не был выбран. Он стал замкнутым, отрастил бороду и писал в своих дневниках, что студенты, одетые в футболки Weezer, не узнавали его.
Куомо планировал, что второй альбом Weezer будет рок-оперой Songs from the Black Hole, но он отказался от проекта, поскольку его написание песен стало «более мрачным, более интуитивным и открытым, менее игривым». Осознав, что ему не нравится современная классическая музыка, и, скучая по Weezer, Куомо бросил Гарвард за два семестра до окончания учёбы. Он выразил чувства одиночества и сексуального разочарования[уточнить], которые испытывал в Гарварде, во втором альбоме Weezer Pinkerton, выпущенном в сентябре 1996 года. Обладая более мрачным и резким звучанием, чем дебютный альбом, Pinkerton потерпел коммерческий провал, был раскритикован и только спустя время получил признание критиков.
После Pinkerton Weezer взяли трёхлетний перерыв. Куомо поступал в Гарвард ещё дважды и закончил учёбу в 1997 и 2004 годах. В течение 1997 года он играл с новой группой Homie в Бостоне. В феврале 1998 года Куомо распустил Homie и переехал в Лос-Анджелес, чтобы поработать над новыми демозаписями Weezer с Беллом и Уилсоном, но сессии были непродуктивными. В 1998 и 1999 годах он жил в Калвер-Сити, штат Калифорния. В эссе для Гарварда он писал: «я становился всё более и более изолированным. Я отключил свой телефон. Я покрасил стены и потолок своей спальни в чёрный цвет и закрыл окна изоляцией из стекловолокна».
Куомо, разочарованный критикой Pinkerton, намеревался вернуться к более простому написанию песен с менее личными[уточнить] текстами. Он заявил, что последующие альбомы Weezer, Зелёный альбом (2001 г.) и Maladroit (2002 г.), были специально написаны без подробностей о его жизни. Он также стал больше ценить поп—музыку, чувствуя, что её многочисленные дисциплины, включая тексты песен, импровизацию и имидж, создают многогранное искусство, «которое движет людьми, имеет важность и отношение к нашей культуре в том смысле, в каком сейчас нет серьёзной классической музыки». В июне 2006 года он с отличием окончил Гарвард со степенью бакалавра искусств по английскому языку и был избран в Phi Beta Kappa.
6 декабря 2009 года Куомо ехал на автобусе из Торонто в Бостон с семьёй и помощником, когда автобус попал в аварию на обледенелой дороге в Глене, штат Нью-Йорк. У Риверса были сломаны ребра, началось внутреннее кровотечение. Weezer отменил тур 2009 года, планируя перенести его на следующий год. Группа вернулась на сцену 20 января 2010 года, выступая на концерте в Университете штата Флорида в Таллахасси.

## Сторонние проекты

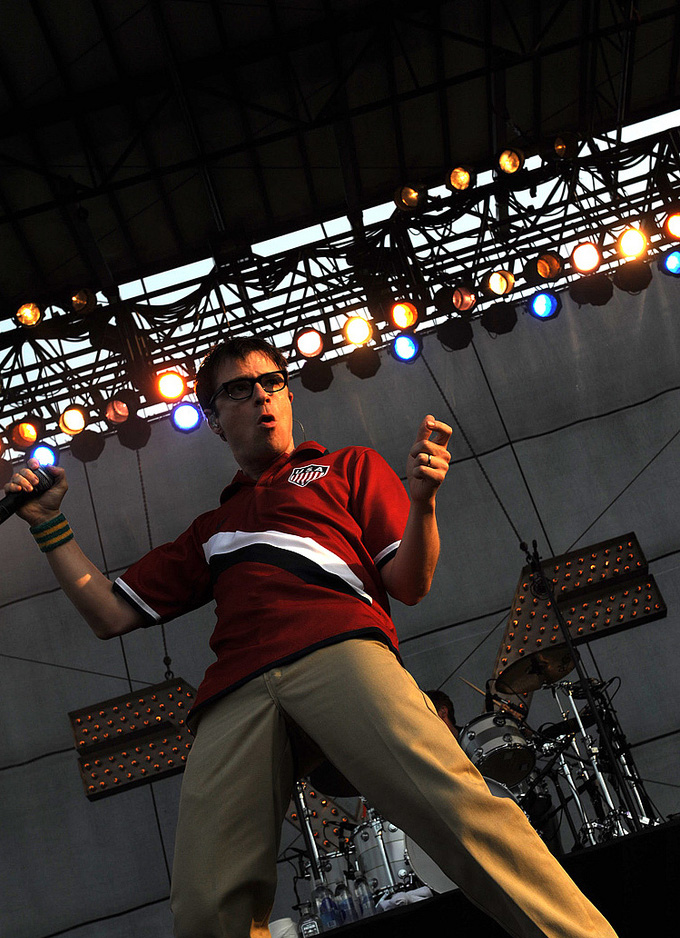
Куомо на живом выступлении в 2009 году

Во время перерыва после выхода альбома Pinkerton Куомо основал группу Homie, исполнявшую песни в жанре кантри, которые сам Риверс назвал «дурацкими». Планировался альбом, но вместо этого была выпущена только одна студийная запись — песня «American Girls». Куомо внёс вклад в записи Crazy Town, Cold и Марка Ронсона. Куомо руководил[уточнить] группой AM Radio в 2002 и 2003 годах; он и фронтмен группы Кевин Ридел вместе ходили в школу.
В начале 2004 года Куомо присоединился к бывшему басисту Weezer Мэтту Шарпу на сцене Калифорнийского государственного университета в Фуллертоне. Они вместе работали над альбомом в феврале того же месяца, но материал так и остался невыпущенным. В марте 2008 года Куомо начал записывать серию видео на YouTube, в которых он исполнил песню в сотрудничестве со зрителями YouTube. Готовая песня «Turning Up the Radio» была выпущена в 2010 году на сборнике Weezer Death to False Metal.

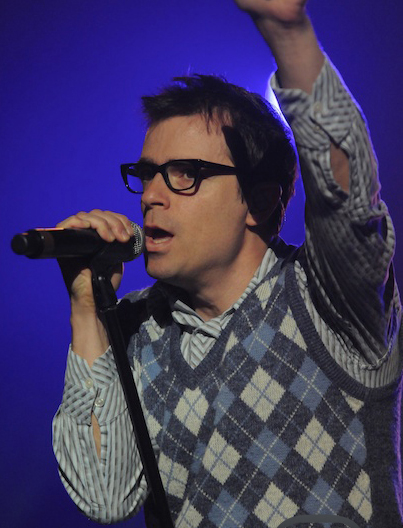
Куомо в 2010 году

В декабре 2007 года Куомо выпустил альбом Alone: The Home Recordings of Rivers Cuomo, сборник демозаписей с 1992 по 2007 год. За ним последовали Alone II: The Home Recordings of Rivers Cuomo в ноябре 2008 года и Alone III: The Pinkerton Years в ноябре 2010 года; последний альбом продавался исключительно с книгой «The Pinkerton Diaries», в которой собраны записи Куомо, написанные до выхода Pinkerton.
Куомо снялся в эпизодических ролях в ряде музыкальных клипов. К ним относятся «Murder» Crystal Method и видеоклип на песню The Warlocks «Cocaine Blues». Куомо также выступает в качестве гостя в песне Sugar Ray «Boardwalk», первом сингле из последнего альбома группы Music for Cougars. Куомо участвовал в песне «Magic» в дебютном альбоме рэп-исполнителя B.o.B B.o.B Presents: The Adventures of Bobby Ray, который был выпущен в апреле 2010 года. В майском интервью HitQuarters продюсер и автор песен Лукас Секон подтвердил, что недавно работал с Куомо как над синглом Стива Аоки, так и над «некоторыми вещами Weezer».
В 2011 году Куомо сотрудничал с японской певицей Хитоми для её первого независимого альбома Spirit в дуэте «Rollin' with da Homies», написанном им в соавторстве. Он также был показан[уточнить] в песне Simple Plan «Can’t Keep My Hands Off You» и песне Миранды Косгроув «High Maintenance». В 2013 году Куомо выпустил одноимённый альбом на японском языке со Скоттом Мёрфи из группы Allister под названием Scott & Rivers. Альбом дебютировал на 1-м месте в альтернативных чартах iTunes Japan. Альбом был выпущен на физических носителях в Японии и в цифровом виде по всему миру через iTunes. В 2015 году Куомо появился в песне «Snowed In» в альбоме Big Data 2.0. В том же году Куомо спродюсировал пилотный эпизод Fox для ситкома «Объезд», основанного на его жизни, с Беном Олдриджем в главной роли в роли Куомо. Пилотная серия не был выпущена.
В 2017 году Куомо участвовал в песне RAC «I Still Wanna Know», а также в фильме Вика Менсы «Homewrecker», в котором прозвучал семпл песни «The Good Life» группы Weezer. В том же году он стал соавтором и принял участие в песне AJR «Sober Up». «Sober Up» заняла первое место в Alternative Charts Billboard, став первой песней Куомо в качестве сольного исполнителя, занявшей первое место в Alternative Songs Billboard не в рамках Weezer. Куомо также стал соавтором песни «Why Won’t You Love Me» в альбоме 5 Seconds of Summer Youngblood 2018 года. В 2018 году он помог написать две песни «Clock Work» и «Dancing Girl» для альбома Asian Kung-Fu Generation 2018 года Hometown. Куомо также исполнил живую кавер-версию песни «Africa» (песня Toto) во время шоу в перерыве встречи выпускников в колледже Санта-Моники. В 2019 году он написал и исполнил «Backflip», тематическую песню для сериала Netflix «Зеленые яйца и ветчина». В 2020 году Куомо выпустил более двух тысяч демо-версий и домашних записей на своём веб-сайте.

## Дискография
В составе Weezer
- Weezer (Синий альбом) (1994 г.)
- Pinkerton (1996 г.)
- Weezer (Зелёный альбом) (2001 г.)
- Maladroit (2002 г.)
- Make Believe (2005 г.)
- Weezer (Красный альбом) (2008 г.)
- Raditude (2009 г.)
- Hurley (2010 г.)
- Death to False Metal (2010 г.)
- Everything Will Be Alright in the End (2014 г.)
- Weezer (Белый альбом) (2016 г.)
- Pacific Daydream (2017)
- Weezer (Бирюзовый альбом) (2019 г.)
- Weezer (Чёрный альбом) (2019 г.)
- OK Human (2021 г.)
- Van Weezer (2021 г.)

В составе Scott & Rivers
- スコット と リバース («Scott & Rivers») (2013 г.)
- ニマイメ («The Second One») (2017 г.)

Соло
- Alone: The Home Recordings of Rivers Cuomo (2007 г.)
- Alone II: The Home Recordings of Rivers Cuomo (2008 г.)
- Not Alone — Rivers Cuomo and Friends: Live at Fingerprints (2009 г.)
- Alone III: The Pinkerton Years (2011 г.)
- Alone IV: Before Weezer (2020 г.)
- Alone V: The Blue-Pinkerton Years (2020 г.)
- Alone VI: The Black Room (2020 г.)
- Alone VII: The Green Years (2020 г.)
- Alone VIII: The Maladroit Years (2020 г.)
- Alone IX: The Make Believe Years (2020 г.)
- Alone X: The Red-Raditude-Hurley Years (2020 г.)
- Alone XI: The EWBAITE Years (2020 г.)
- Alone XII: The White Year (2020 г.)
- Alone XIII: The Pacific Daydream Years (2021 г.)